# Mario Montagnana
Mario Montagnana (Torino, 22 giugno 1897 – Torino, 8 agosto 1960) è stato un politico, sindacalista e giornalista italiano.

## Biografia

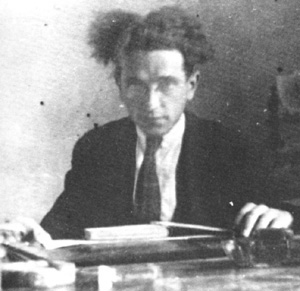
Montagnana all'Ordine Nuovo

Quinto dei sette figli di Moisè Montagnana, direttore di un magazzino di abbigliamento, e di Consolina Segre, e fratello minore di Rita Montagnana, Mario Montagnana nacque a Torino in una famiglia ebraica e crebbe nel quartiere di Borgo San Paolo. Dopo la precoce morte del padre lavorò, fin dall'età di tredici anni, come apprendista meccanico e poi come aggiustatore nelle fabbriche automobilistiche Diatto e Lancia.
Nel 1913 iniziò a frequentare le organizzazioni giovanili socialiste, e nel 1915 si iscrisse al PSI. Nello stesso anno fu arrestato per aver partecipato ad una manifestazione contro la partecipazione dell'Italia alla guerra. Nel 1917 fu arrestato nuovamente e scontò diciotto mesi di carcere, dopo i quali riprese l'attività politica diventando un importante dirigente della sezione socialista torinese e della FIOM. Nel 1920 aderì alla frazione comunista del PSI e nel 1921 fu tra i fondatori del Partito Comunista d'Italia. Sempre nel 1921 divenne redattore del quotidiano L'Ordine Nuovo e fu inviato a Mosca come membro della delegazione italiana al III Congresso dell'Internazionale Comunista.
Scampato alla strage di Torino del 18 dicembre 1922, nel 1923 divenne segretario regionale del PCd'I del Lazio. Successivamente fu destinato alla direzione della sezione giovanile della Lombardia, ma fu arrestato subito dopo il suo arrivo a Milano, nell'ottobre 1923. Fu scarcerato dopo quattro mesi e sposò Anna Maria Favero, da cui nel 1925 ebbe il figlio Franco.
Dopo aver lavorato all'Unità a Milano, tornò a Torino come corrispondente dello stesso giornale e come segretario del partito per Piemonte e Liguria. Per sfuggire all'ennesimo arresto, nel 1926 riparò in Francia. Quando fu espulso dal paese transalpino si recò a Bruxelles, dove rimase brevemente prima di far ritorno a Parigi nel febbraio del 1929.
Dopo il IV Congresso del PCd'I, tenutosi clandestinamente a Colonia nel 1931, fu eletto nel comitato centrale, e nei due anni successivi fu spesso in Italia per tentare di riorganizzare il partito. Tra il 1933 e il 1935 visse a Mosca in qualità di rappresentante italiano presso l'Internazionale Comunista. Nel 1936 fu di nuovo a Parigi, mentre nel 1937 e nel 1938 svolse incarichi politici in Spagna a sostegno dei repubblicani durante la guerra civile. Rientrato a Parigi diresse il giornale La Voce degli Italiani, che venne tuttavia soppresso nel 1939, quando vennero arrestati molti comunisti italiani emigrati in Francia. Montagnana fu recluso nei campi di concentramento di Vernet d'Ariège e Les Milles. Liberato nel 1941, riparò a Città del Messico, da cui riuscì a rientrare in Italia solo nel gennaio 1946.
Durante la permanenza in Messico scrisse il libro autobiografico Ricordi di un operaio torinese (Sotto la guida di Gramsci), pubblicato nel 1949 a New York. Nel 1946 fece parte della Consulta nazionale e fu eletto nell'Assemblea Costituente. Successivamente fu eletto alla Camera dei deputati nel 1948 e nel 1953 e al Senato nel 1958.
Fu inoltre membro del comitato centrale del PCI e direttore di varie edizioni dell'Unità. Dal 1952 al 1955 fu segretario generale della Camera del Lavoro-CGIL di Milano.
Rientrò a Torino nel 1956, e vi presiedette l'Alleanza per la ricreazione popolare, da cui sarebbe derivata l'ARCI. Morì nel 1960, senatore in carica. Venne sostituito da Vincenzo Zucca.

## Pubblicazioni
- Ricordi di un operaio torinese, 1° vol: Sotto la guida di Gramsci, New York, Prompt Press, 1944.
- Ricordi di un operaio torinese, 2° vol: Sotto la guida di Togliatti, Roma, Edizioni Rinascita, 1949.